# 波久奴神社
波久奴神社（はくぬじんじゃ）は、滋賀県長浜市高畑町に鎮座する神社である。式内社で旧社格は郷社。

## 祭神
高皇産霊神を主祭神に物部守屋大連を配祀する。

## 神紋
- 梅鉢

## 歴史
主祭神の創祀事情は不詳。配祀神の物部守屋大連は社伝によると、用明天皇2年（587年）に蘇我馬子に敗れた為に漆部小坂を従えて自身の領地である当地に潜伏し、蘇我氏の追跡を逃れる為に更に同年10月に小谷山東峡の岩窟に隠遁、その後高畑の萩の茂る地に草庵を構え、萩生翁と偽称して里人を教化する等した為に、薨後に遺徳を偲んだ里人が祠を建てて「正一位萩野大明神」と崇めたという。
明治14年（1881年）に郷社に列し、同34年に物部守屋大連を合祀すると共に社殿を整備、同41年に神饌幣帛料供進神社の指定を受けた。

## 祭事
- 例祭　　　4月3日
- 大湯釜祭　7月3日
- 燈明祭　　9月3日

## 境内社
- 田根神社

## 文化財
- 神輿 （1基） - 明和5年（1768年）造